# Burg Hohenau
Die Burg Hohenau ist eine abgegangene mittelalterliche Höhenburg bei 478 m ü. NHN auf dem Schlossbuck etwa 200 Meter nördlich der Ortsmitte von Hohenau, einem heutigen Gemeindeteil der Gemeinde Oberdachstetten im mittelfränkischen Landkreis Ansbach in Bayern.
Von der ehemaligen Burganlage sind keine Reste erhalten.
1398 als „Hohenaib“ erstmals urkundlich erwähnt, verkaufte Johann von Hohenlohe den Ort an die Burggrafschaft Nürnberg.